# جيد بيلي
جيد بيلي (بالإنجليزية: Jade Bailey) (11 نوفمبر 1995 في المملكة المتحدة - ) هي لاعبة كرة قدم بريطانية في مركز الدفاع. لعبت مع نادي أرسنال.

## وصلات خارجية
- جيد بيلي على موقع الاتحاد الأوربي (الإنجليزية)
- جيد بيلي على موقع قاعدة بيانات كرة القدم.إي يو (الإنجليزية)
- جيد بيلي على موقع Soccerway.com (الإنجليزية)